# Shanghai Changjiang Daqiao

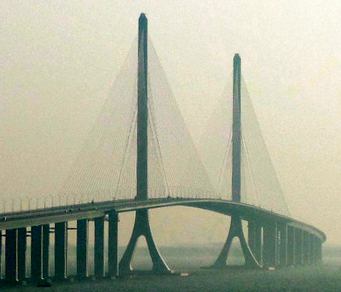

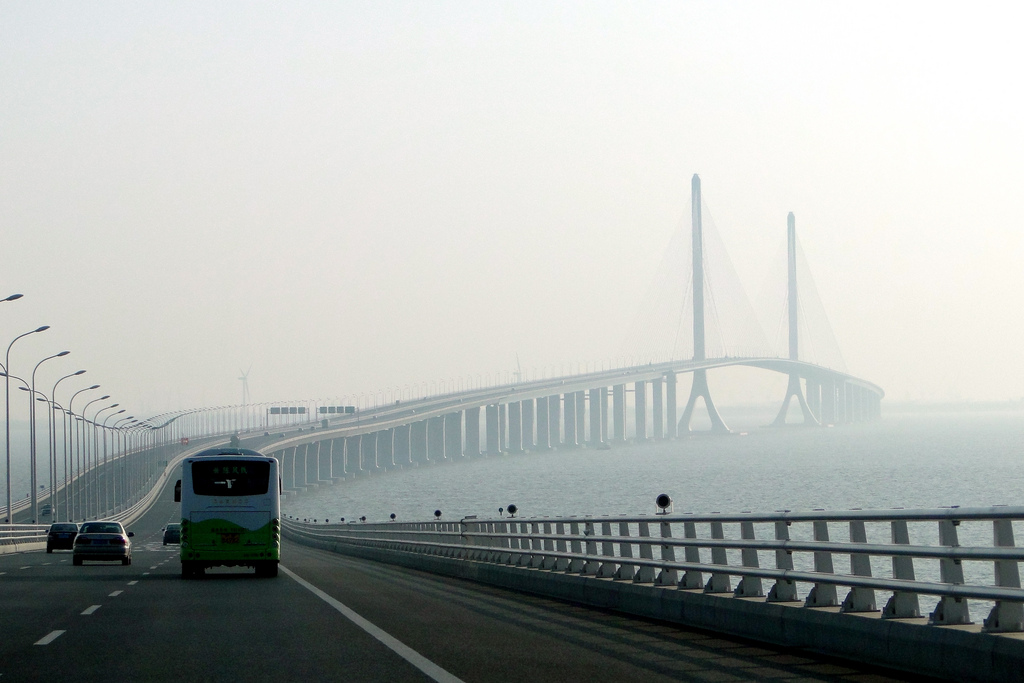
Shanghai Changjiang Daqiao in gebruik

De Shanghai Changjiang Daqiao (Chinees: 上海长江隧桥, Hanyu pinyin: Shànghǎi chángjiāng dàqiáo, Engels: Shanghai Yangtze River Bridge) is een brug-tunnelcombinatie die het district Pudong met het eiland Chongming, beiden deel van Shanghai in de Volksrepubliek China verbindt. De Shanghai Changjiang Daqiao overbrugt de hoofdarm van de Yangtze vlak voor de monding in de Oost-Chinese Zee.
De verbinding leidde tot een sterk verbeterde bereikbaarheid van het eiland. Voorheen deed een ferryverbinding 1u 20 min over de afstand. Een tunnel van 8,9 kilometer is gegraven en in gebruik genomen die van Wuhaogou in Pudong de verbinding levert naar het eiland Changxing. De tunnel bestaat uit 2 kokers met een diameter van 15 meter, gegraven door Herrenknecht Mixshield tunnelboormachines. Op het bovenste niveau van elke koker is een rijrichting van de snelweg met een rijbaan met drie rijstroken aangelegd, het onderliggend niveau biedt de mogelijkheid voor in elke koker een spoor van de uitbreiding van de metro van Shanghai (de geplande lijn 19) aan te leggen. De snelweg dwarst dan het Changxing eiland en sluit aan op het bruggedeelte van de verbinding, een licht S-vormige verbinding met een totale lengte van 9,97 km die bestaat uit twee viaducten, met mekaar gekoppeld door een tuibrug die een overspanning biedt van 730 m en de toegang voor de scheepvaart behoudt. Deze brug heeft twee rijbanen van drie rijstroken en de nodige reserveruimte voor de metrosporen en verbindt Changxing met het dorp Chen Jia Zhen op het Chongming-eiland.
De Shanghai Changjiang Daqiao is een onderdeel van een groter project dat de volledige monding van de Yangtze overbrugt en zo de stadsprovincie Shanghai, de economische zone van Pudong en de Luchthaven Shanghai Pudong een bijkomende verbinding met het noordelijk deel van de provincie Jiangsu en de stad Nantong oplevert, naast de bestaande Sutongbrug. Voor de noordelijke aftakking van de Yangtze, ten noorden van het eiland Chongming, waren twee bruggen gepland. De Chongqibrug (verbinding CHONGming met QIdong) werd gebouwd tussen 2008 en 2011 en werd op 24 december 2011 ingehuldigd. De Chonghaibrug (verbinding CHONGming met HAImen) is nog in aanleg (anno 2020).